# Аба Колон
Аба Колон (енгл. Abba Kolon) је митски Римљанин који се спомиње у талмудској легенди о оснивању Рима што је, према Хагади, било резултат безбожног понашања јеврејских краљева.

## Легенда
Према легенди, први досељеници Рима су открили да су се њихове колибе срушиле чим су изграђене након чега им је Аба Колон рекао: „Ако не помешате воду из Еуфрата својим малтером ништа што сте изградили неће стајати” након чега се понудио да обезбеди такву воду због чега је у ту сврху отпутовао ка Истоку и вратио се са водом са Еуфрата у винским бачвама. Ову воду су неимари помешали са малтером и подигли нове колибе које се нису срушиле, отуда и пословица: „Град без Абе Колона није достојан имена”. Новоизграђени град је стога назван „Вавилонски Рим”. Верује се да је ова легенда имала за циљ да покаже зависност Римског царства од природних ресурса Истока, али садржи низ тачака које и даље остају неразјашњене попут грчко-римске пословице и имена Аба Колон које су, пореклом из класичне речи, Јевреји изобличили у „оца колоније”, а „Колон” је арамејски еквивалент за „стид”.